# Italská liga

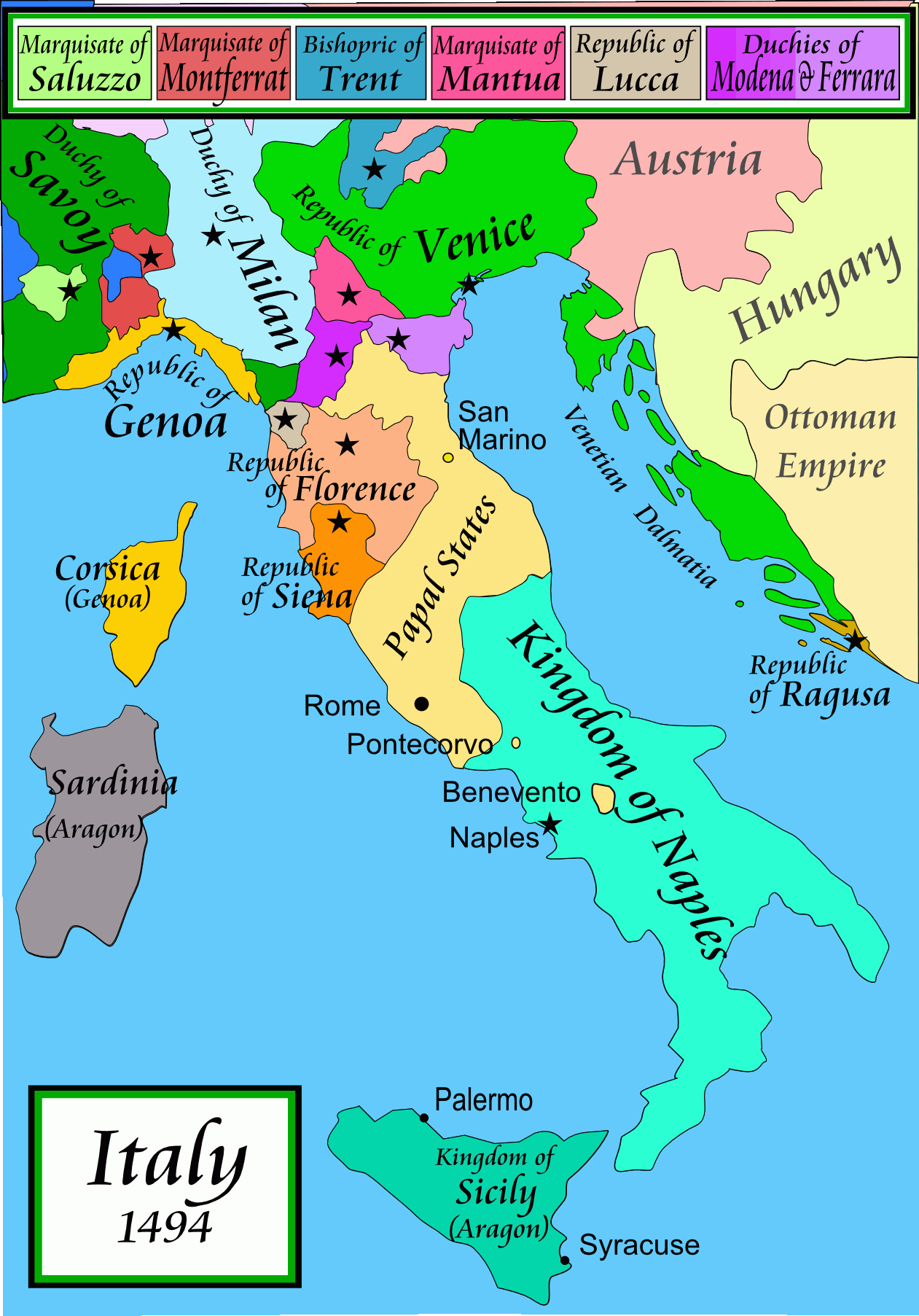
Itálie v době Italské ligy

Italská liga byla mezistátní dohoda uzavřena 30. srpna 1454 v Benátkách  mezi Papežským státem, Benátskou republikou, Milánským vévodstvím, Florentskou republikou a Neapolským královstvím. Liga navazovala na smlouvu z Lodi uzavřenou o několik měsíců dříve.

## Členové aliance
Do aliance se zapojily následující státy:
- Papežský stát
- Benátská republika
- Milánské vévodství
- Florentská republika
- Neapolské království

## Obsah
V první polovině 15. století větší italské mocnosti konsolidovaly svá území. Savojsko expandovalo směrem k ligurskému pobřeží; Benátky se soustředily na Teraferma (své území na severu Apeninského poloostrova) zatímco Stato da Màr (ostatní benátská území) byl ohrožen tureckou expanzí; Milán ovládl větší část Lombardie a expandoval na jih; Florencie ovládla většinu Toskánska; Papežský stát započal scelování svého území, jež pokračovalo ještě další dvě století; a Alfons V. Aragonský získal obě Sicílie a pokračoval v rozšiřování území směrem na sever.
Liga byla slavnostně vyhlášena 2. března 1455 papežem Mikulášem V. Mezi ním, králem Alfonsem a dalšími malými státy ligy (s výjimkou malatestovského Rimini, na jehož vyloučení Alfonso trval) tím vznikla dohoda o vzájemné obraně a 25leté příměří, zakazující vytvářet oddělená spojenectví či smlouvy a potvrzující stávající hranice. Tím skončilo delší období konfrontace italských států. Signatáři uznali kondotiéra Francesca Sforzu za nástupce posledního Viscontiho v Miláně poté, co se oženil s jedinou dcerou Filippa Marie Viscontiho. Relativní mír a stabilita následkem smlouvy z Lodi a ligy, podporované Francescem Sforzou, umožnily Sforzům upevnit vládu nad Milánem; a nejdůležitějším zahraničněpolitickým rozhodnutím Cosima Medicejského bylo ukončení tradiční rivality mezi jeho Florencií a Milánem.

## Důsledky
Liga byla logickým rozvinutím míru Lodi, zrozeného z poznání, že žádný z malých italských států, navzdory dlouhým a krvavým válkám předchozích sta let, nebyl schopen ovládnout sever, natož celý poloostrov. Liga proto poskytovala détente, založený na vzájemné podezřívavosti a strachu z Francie spíše než na spolupráci, která by bývala mohla vést k vytvoření širšího, sjednoceného státu. 
Italská liga hrála důležitou roli v mocenské rovnováze, o kterou později usiloval florentský vládce Lorenzo Medicejský (1449–1492). Poskytovala dostatek stability umožňující poloostrovní ekonomice, aby se zotavila ze ztráty populace a ekonomické deprese způsobené černou smrtí a jejími následky, a vedla k ekonomické expanzi, která vydržela až do začátku 17. století. Liga také umožnila vytvoření prvních stálých vyslanectví mezi státy italského poloostrova, jež sledovala dodržování podmínek zakazujících podporu exilových disidentů. Zřejmě první pojednání o vyslancích De Officio Legati napsal Ermolao Barbaro v Benátkách v roce 1490 poté, co sloužil jako benátský vyslanec v Burgundsku a Miláně.
Smrt hlavního podporovatele ligy Lorenza Medicejského roku 1492 předznamenala její rozklad. Lorenzo chápal výhodnost udržování rovnováhy mezi pěti mocnostmi v kontrastu ke snaze eliminovat nepřátele. I když liga nedokázala předejít francouzské invazi v roce 1494, jež zahájila italské války, dokázala aktivovat (jako Benátská liga) ozbrojený odpor proti Karlovi VIII. poté, co vyplenil Neapolské království. Armáda ligy zaútočila na Francouze u Fornova a ovládla bitevní pole, ale nedokázala předejít spořádanému francouzskému ústupu. Benátská aliance s Francií a Španělskem proti Milánu a Neapoli v druhé italské válce 1499–1504 však dala lize smrtící ránu.
V důsledku příměří ligy se Itálie na rozdíl od Francie, Španělska a Anglie nedokázala koncem středověku spojit do národního státu, a stala se tak terčem agrese hlavních evropských mocností. Za příčiny tohoto stavu bylo považováno několik faktorů; Francesco Guicciardini například obviňoval partikularismus, zatímco Niccolò Machiavelli věřil, že to vyplývá z úpadku institucí a morálky a také z papežské politiky, po celá staletí působící proti vytvoření sjednocené Itálie. Je však třeba mít na paměti, že Machiavelliho velké dílo Vladař byl reflexí politické rovnováhy vyplývající z existence ligy.